# Gânglio trigeminal
Gânglio trigeminal ou gasseriano , é uma formação semelhante aos gânglios espinais anexos às raízes dorsais dos nervos espinais. Contém as células de origem da maior parte das fibras sensitivas e seu aspecto é de feijão achatado súpero-inferiormente e em sentido transversal, embora Hovelacque insista que a torção da massa ganglionar determina uma superfície de concavidade superior e outra de convexidade inferior. Sua consistência é fibrosa, sua coloração é cinzento-amarelada e seu peso é aproximadamente 0,25 g. A margem superior, côncava, recebe a raiz sensitiva cujas fibras penetram em suas duas faces, sobretudo na superior. Da margem anterior, convexa e mais fina que a outra, saem os três ramos terminais do nervo trigêmeo: nervo oftálmico, nervo maxilar e nervo mandibular.

## Função
O gânglio trigeminal coordena impulsos sensíveis e motores do sistema estomatognático. Ele desemboca no em Complexo sensomotor trigeminal